# Hour of the Wolf
Chansons représentant Azerbaïdjan au Concours Eurovision de la chanson
Start a Fire
(2014) Miracle
(2016)
Hour of the Wolf (en français « L'heure du loup ») est la chanson de Elnur Hüseynov qui représente l'Azerbaïdjan au Concours Eurovision de la chanson 2015 à Vienne.
Le 21 mai 2015, lors de la 2e demi-finale, elle termine à la 10e place avec 53 points et est qualifiée pour la finale le 23 mai 2015, au cours de laquelle elle termine à la 12e place avec 49 points.